# Azov, Krasnohvardiiske
Azov (în ucraineană Азов) este un sat în comuna Peatîhatka din raionul Krasnohvardiiske, Republica Autonomă Crimeea, Ucraina.

## Demografie
Componența lingvistică a localității Azov
     Rusă (69,11%)
     Ucraineană (28,8%)
     Tătară crimeeană (2,09%)
Conform recensământului din 2001, majoritatea populației localității Azov era vorbitoare de rusă (69,11%), existând în minoritate și vorbitori de ucraineană (28,8%) și tătară crimeeană (2,09%).